# Josep Quintana i Caralt
Josep Quintana i Caralt   (Sant Boi de Llobregat, 1972) és publicista, gestor cultural i polític català.
Llicenciat en publicitat per la Universitat de Barcelona i màster en recerca en humanitats per la Universitat de Girona. Fou director del Festival Zoomvi. És director del Festival de música de butxaca ELMINI d'Olot. És regidor de l'Ajuntament d'Olot i conseller del Consell Comarcal de la Garrotxa d'Esquerra Republicana de Catalunya. Va ser escollit senador a les eleccions generals espanyoles de 2019 al Senat per Esquerra Republicana de Catalunya - Sobiranistes.
El 2023 es presenta com a Alcaldable d'Olot a les eleccions municipals espanyoles de 2023.